# A Man of Destiny: Being the Story of Abraham Lincoln; an Epic Poem

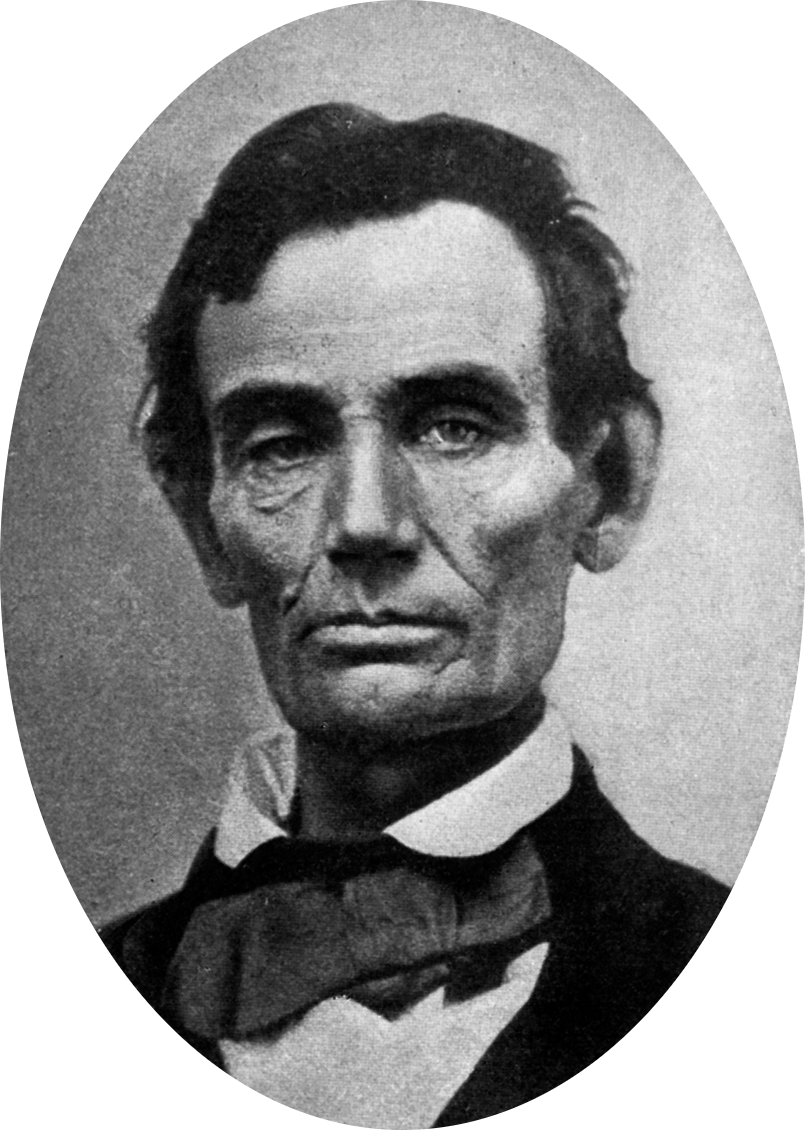
Abraham Lincoln w 1858

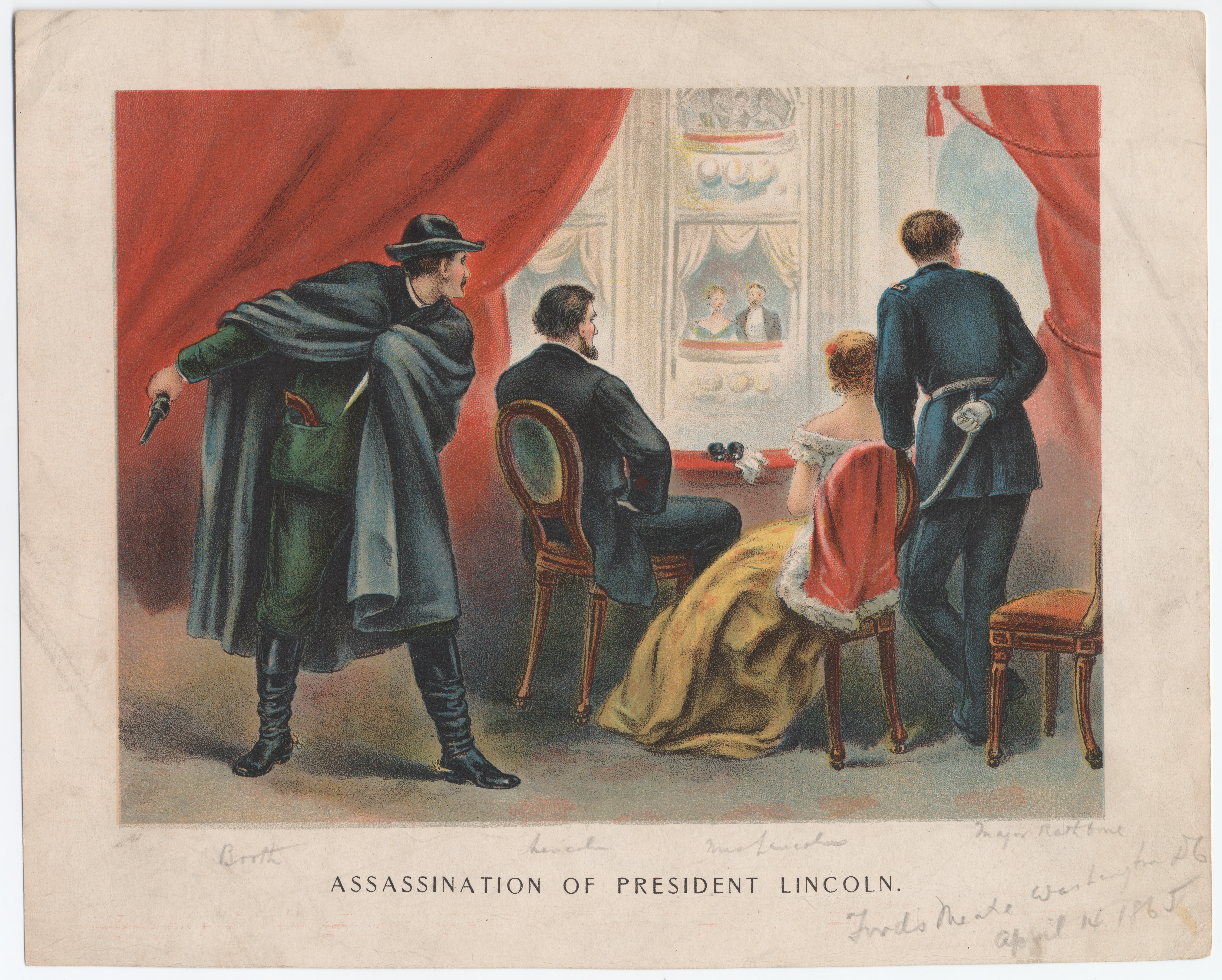
Zamach na prezydenta Abrahama Lincolna, 14 kwietnia 1865

A Man of Destiny: Being the Story of Abraham Lincoln; an Epic Poem – poemat Ernesta Linwooda Staplesa poświęcony szesnastemu amerykańskiemu prezydentowi Abrahamowi Lincolnowi. Utwór został opublikowany nakładem Lincoln Publishing Company w Shelton w stanie Connecticut w 1904. Epos ma charakter biograficzny. Został napisany wierszem białym (blank verse).
I sing the worth and fame of him we love, 

The foremost of Columbia's noble sons ; 

His lowly birth to penury and toil, 

His life sublime, the Nation's heritage. 

His tragic death and solemn destiny. 

Forth from Virginia, long ago, there passed 

One Abraham, a sturdy pioneer. 

Through forests dark, o'er streams unbridged and deep, 

To the Kentucky glebe, whereon he built 

His cabin in the solemn, sombre shade.